# M551 Sheridan
El M551 Sheridan era un tanque ligero desarrollado por los Estados Unidos, el nombre se debe a Philip Sheridan general del Ejército de la Unión en la Guerra Civil estadounidense. Fue proyectado tanto para desembarque aéreo como para atravesar áreas inundadas. La producción comenzó en 1966 y entró en el inventario del Ejército de los Estados Unidos en 1967.
Era un tanque relativamente ligero capaz de ser transportado por aire y con mayor poder destructivo que cualquier otro, incluso al enfrentarse a otros tanques. El Sheridan es único en su clase, un avión de transporte como un C-130 Hércules vuela sobre el suelo a unos 150 km/h y 50 metros de altura, se abre un paracaídas y el Sheridan sale despedido por la parte de atrás aterrizando “suavemente” en el suelo gracias a unos amortiguadores formados por un "cojín" que evita causar desperfectos en el vehículo. Este diseño de tanque nació para la guerra de Vietnam, en la que se necesitaba trasladar los efectivos rápidamente.
Dispone de un cañón de gran calibre (152mm) que es relativamente alto, puesto que la costumbre era de 105mm. Es capaz de disparar proyectiles convencionales y misiles en una carrocería de aluminio. Esto hacía que cada vez que realizaba un disparo, se sacudiera por completo. Como inconveniente de este poco peso estaba que tenía poco blindaje.
El Sheridan se retiró sin un reemplazo designado en 1996.

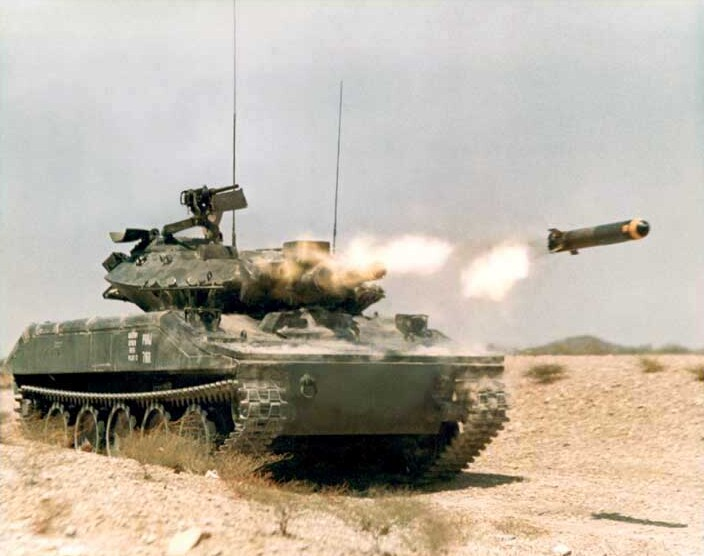
Un M551 Sheridan disparando un misil MGM-51 Shillelagh.

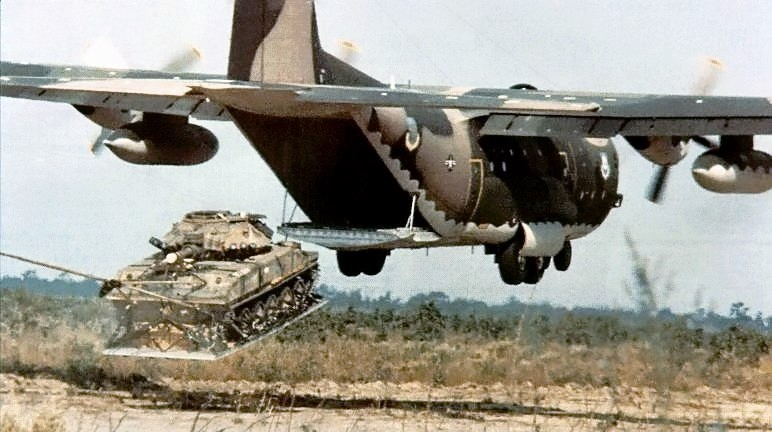
Un avión C-130 Hercules lanzando mediante LAPES un M551 Sheridan.